# 萨布丽娜·西马德
萨布丽娜·万吉库·西马德（Sabrina Wanjiku Simader，1998年4月13日—）是一名肯尼亚女子高山滑雪运动员。她出生于肯尼亚，三岁时随家人移居至奥地利，之后她开始接触滑雪运动。她的母亲是肯尼亚人，父亲是奥地利人。她曾代表肯尼亚参加2016年冬季青奥。2017年，她达到了国际滑雪联合会定下的奥运参赛资格标准成绩，得以参加2018年平昌冬奥，既成为历史上首位代表肯尼亚参加冬奥的女选手，又成为历史上首位参加冬奥的肯尼亚高山滑雪运动员，她的目标是在自己所参加的项目上进入前20名。冬奥期间，她参加了大曲道和超大曲道两个项目，其中前者她未能完成比赛，后者则获得第38名。